# Funkcionální rovnice
Funkcionální rovnice je rovnice, jejímž řešením má být neznámá funkce. Funkcionální rovnice tedy je implicitní definicí nějaké funkce nebo třídy funkcí a jejím řešením je explicitní popis této funkce nebo funkcí. Zpravidla se o funkcionálních rovnicích hovoří jen tam, kde rovnici nelze snadno převést na algebraickou rovnici a kde navíc nevystupují derivace nebo integrály neznámých funkcí (pak by se mluvilo o diferenciálních rovnicích resp. integrálních rovnicích).
Příkladem funkcionální rovnice je vztah
{\displaystyle \Phi \colon \mathbb {R} ^{+}\to \mathbb {R} ,\quad \Phi (x+1)=x\,\Phi (x),}
popisující reálnou funkci {\displaystyle \Phi } kladného reálného čísla, jejíž hodnota v bodě {\displaystyle x+1} se rovná {\displaystyle x}-násobku její hodnoty v bodě {\displaystyle x}. Tato rovnice je splněna mimo jiné funkcí gama a jejími reálnými násobky.